# Голуби (Липоводолинский район)
Голуби (укр. Голуби) — село Саевский сельсовета Липоводолинского района Сумской области Украины. Код КОАТУУ — 5923285603. Население по переписи 2001 года составляло 4 человека.
Самый старый документ о Голубах в Центральном Государственном Историческом Архиве Украины в городе Киеве это указание что он приписан к Бееву до 1797 года.

## Географическое положение
Село Голуби находится в 1 км от села Толстое. По селу протекает пересыхающий ручей с запрудой. Рядом с селом проходит газопровод Уренгой — Помары — Ужгород.
Село указано на трехверстовке Полтавской области. Военно-топографическая карта.1869 года как хутор Голуба.